# Draba platycarpa
Draba platycarpa är en korsblommig växtart som beskrevs av John Torrey och Asa Gray. Draba platycarpa ingår i släktet drabor, och familjen korsblommiga växter. Inga underarter finns listade i Catalogue of Life.